# HK Близнецов
HK Близнецов (лат. HK Geminorum) — одиночная переменная звезда в созвездии Близнецов на расстоянии (вычисленном из значения параллакса) приблизительно 3 285 световых лет (около 1 007 парсек) от Солнца. Видимая звёздная величина звезды — от +14,2m до +11,9m.

## Характеристики
HK Близнецов — красная пульсирующая медленная неправильная переменная звезда (LB:) спектрального класса M. Эффективная температура — около 3290 К.